# Bankhaus L. Pfeiffer

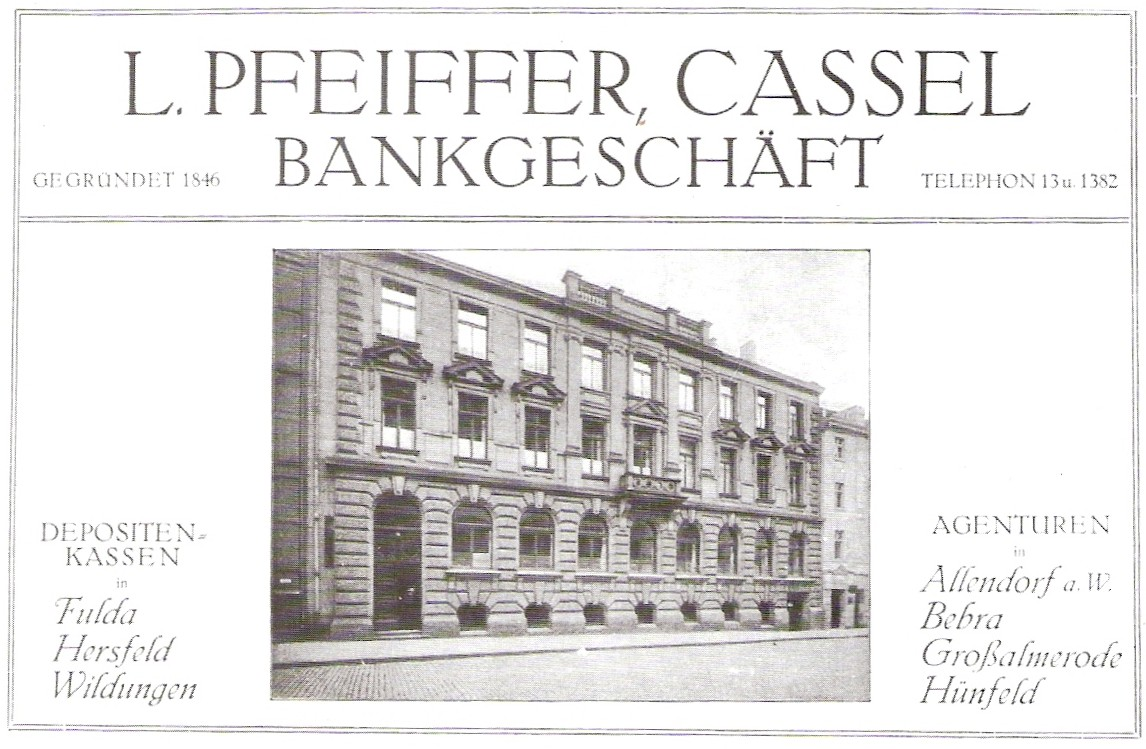
Anzeige von 1913 mit Abbildung des Hauptsitzes

Das Bankhaus L. Pfeiffer war ein Kreditinstitut mit Sitz in Kassel und ging 1930 in der Deutschen Bank auf.
Das Bankhaus wurde 1848 durch Louis Pfeiffer in Kassel gegründet und war bald das führende Kreditinstitut in Kassel. Anfang der 1870er Jahre traten die Söhne von Louis Pfeiffer, August Ludwig Pfeiffer und Carl Pfeiffer in das Unternehmen als Teilhaber ein. Nach dem Tod von Louis und August Ludwig im Jahr 1892 wurde Carl Pfeiffer Alleinvorstand.
Das Bankhaus florierte in dieser Zeit. Neben dem Stammhaus in Kassel wurden Depositenkassen in Fulda (1909), Hersfeld und Wildungen sowie Agenturen in Allendorf, Bebra, Großalmerode und Hünfeld eröffnet. Nach dem Tod von Carl Pfeiffer 1912 übernahm sein Neffe Karl Ludwig Pfeiffer die Leitung des Unternehmens.
Nach dem Ersten Weltkrieg standen die deutschen Banken unter existenzbedrohendem Druck. Das Bankhaus überstand zwar die Hyperinflation 1923, musste aber in der Weltwirtschaftskrise 1930 von der Deutschen Bank übernommen werden. Die Bank wurde in die Filiale Kassel und Fulda der Deutschen Bank umgewandelt. Karl Ludwig Pfeiffer leitete die Kasseler Filiale noch bis 1934.